# De Marsch (molen)
De Marsch is een in 1885 gebouwde poldermolen en is de opvolger van de in 1758 gebouwde en in 1884 afgebrande achtkantige houten molen. Tussen 1999 en 2001 werd de molen grondig gerestaureerd. De molen staat aan de Marsdijk 2 te Lienden.
De molen heeft een ronde, sterk conische stenenromp en is een grondzeiler en bovenkruier. De rieten kap wordt gekruid met behulp van een Engels kruiwerk.
Het wiekenkruis is Oudhollands en had oorspronkelijk potroeden. De molen heeft een gietijzeren bovenas en een wateras van de fabrikant Prins van Oranje.
De molen wordt gevangen (geremd) met een Vlaamse vang met vangstok.
Het water wordt verplaatst met een ijzeren scheprad dat een doorsnede heeft van 5,80 m en 45 cm breed is.

## Overbrengingen
- De overbrengingsverhouding is 1,66 : 1. Het bovenwiel draait dus sneller dan het onderwiel.
- Het bovenwiel heeft 63 kammen en het bovenrondsel heeft 29 staven. De koningsspil draait hierdoor 2,17 keer sneller dan de bovenas.
- Het onderschijfrondsel 26 staven en het onderwiel heeft 94 kammen. Het onderwiel draait hierdoor 0,28 keer sneller dan de koningsspil en 0,60 keer sneller dan de bovenas.

## Eigenaren
- Vroeger: Polderdistrict Mars, Lede en Overwaard
- Thans: Molenstichting Gelders Rivierengebied

## Fotogalerij
| Poldermolen De Marsch staart.jpg |  |
|                                  |  |